# Anthrax
Anthrax é uma banda de Thrash metal dos Estados Unidos, fundada em Nova Iorque em 1981 pelo guitarrista Scott Ian e o baixista Dan Lilker.[carece de fontes?] Foi uma das mais populares bandas no cenário do thrash metal dos anos 80, notáveis pela sua combinação de metal com hardcore punk e música alternativa. Graças ao sucesso de seus primeiros álbuns, fazem parte das "quatro grandes" bandas do thrash metal juntamente com Metallica, Slayer e Megadeth, e já venderam cerca de 10 milhões de cópias em todo mundo.
Durante sua carreira, influenciaram fortemente o thrash metal com seus três primeiros discos, Fistful of Metal, Spreading the Disease e Among the Living. Ao longo dos anos acabou mudando seu estilo musical, e desde o lançamento do single "I'm the Man", que incorporou elementos do rap, o Anthrax é considerado um dos pioneiros do gênero rap metal.
Com o lançamento de Stomp 442 e Volume 8: The Threat is Real durante a década de noventa, a banda esteve muito perto da dissolução    devido a seu fracasso comercial. Em 2003,  retornou ao estilo groove/thrash metal com o disco We've Come For You All. Em 2011, após o retorno do vocalista Joey Belladonna, foi lançado o disco Worship Music, que obteve grande sucesso comercial e já é apontado por muitos fãs como um dos melhores trabalhos do quinteto.
Os integrantes participaram diversas vezes em programas de televisão, incluindo Married... with Children, WWE RAW e NewsRadio. Também apareceram em filmes como Run Ronnie Run (como a banda fictícia Titannica) e Calendar Girls.
Desde a sua fundação em 1981, o guitarrista Scott Ian é o único a permanecer em todas as formações, e junto com o baterista Charlie Benante, são os únicos membros a tocar em todos os álbuns.

## História

### Formação e primeiro álbum (1981-1984)

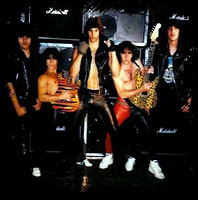
Anthrax em 1983. Da esquerda para a direita: Benante, Spitz, Turbin, Ian e Lilker.

Formada em Julho de 1981, o Anthrax é a uma das bandas mais importantes do cenário thrash, inicialmente composta por Scott Ian (segundo guitarrista), Danny Lilker (baixista), Dave Weiss (bateria), John Connelly (vocal) e Kenny (primeiro guitarrista).  O nome da banda foi inspirado no nome de uma bactéria chamada Bacillus anthracis que os integrantes encontraram em um livro de biologia. "Howling Furies" foi uma das primeiras músicas que Scott escreveu, juntamente com Dave. A banda fez suas primeiras apresentações no porão de uma igreja.
Meses depois a banda passou por suas primeiras mudanças na formação: saíram Kenny e Dave, entrando Paul Kahn e Gregg D'Angelo em seus lugares respectivamente. No início de 1983 gravaram uma demo que continha "Across the River", "Howling Furies" e "Panic", entre outras. Ainda neste ano, gravaram outra demo, agora com Charlie Benante na bateria, que chamou a atenção da recém formada gravadora Megaforce Records. Danny "Dan" Spitz (ex-Overkill) juntou-se à banda, no lugar de Danny Lilker, que assumiu o baixo no lugar de Paul Kahn (que deixou a banda).
No fim de 1983 gravam o primeiro LP Fistful of Metal, de onde saiu alguns de seus principais clássicos, tais como "Metal Thrashing Mad", "Panic", "Deathrider" e "Soldiers of Metal", porém só foi lançado em janeiro de 1984. Ocorrem mais mudanças: Danny Lilker é trocado por Frank Bello (na época, roadie da banda). Joey Belladonna é recrutado para os vocais e, em 1985, gravam o EP Armed and Dangerous, que garante um contrato com a Island Records.

### Período clássico (1985-1992)

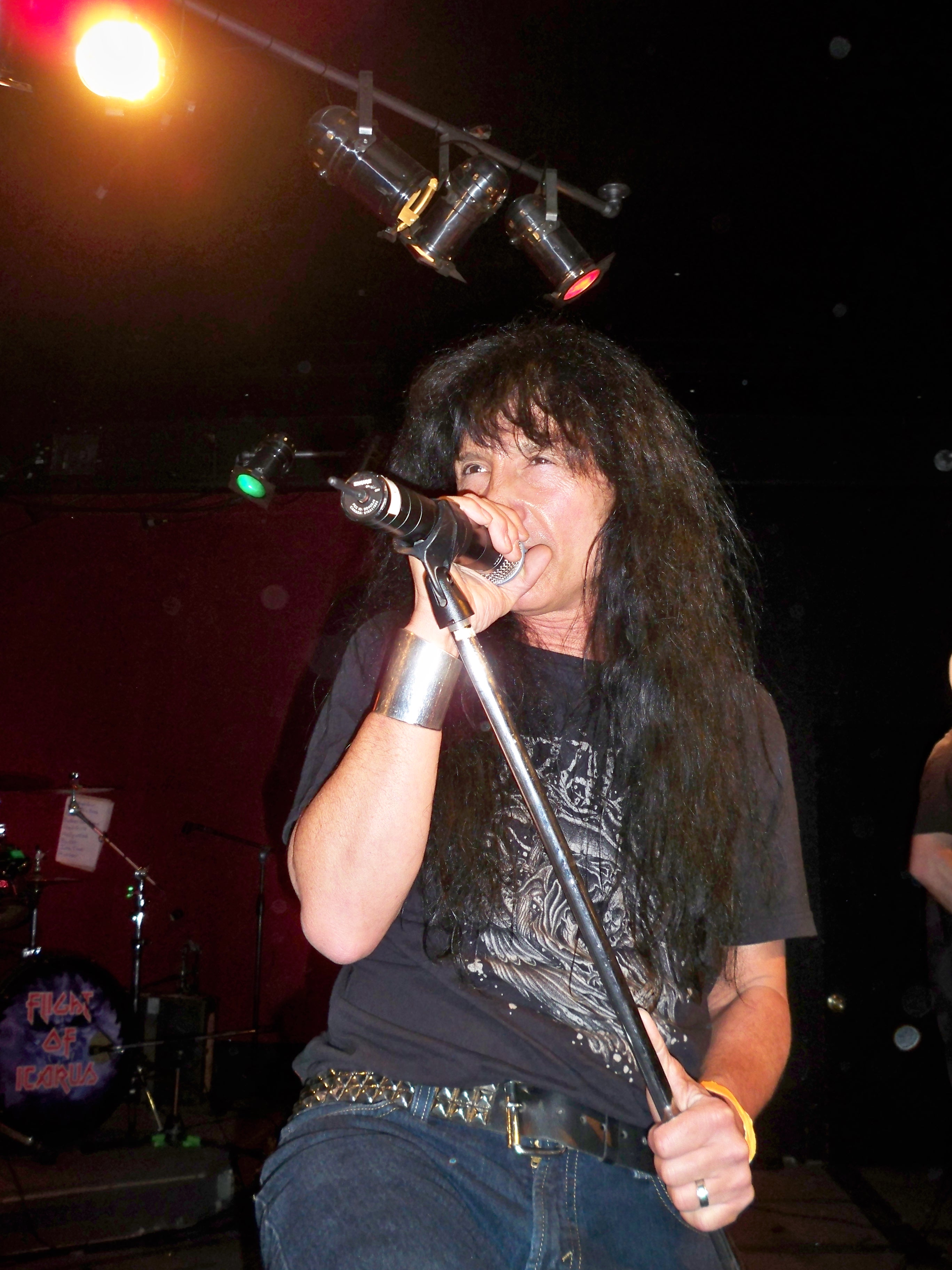
Joey Belladonna, o vocalista considerado parte da formação clássica da banda.

No mesmo ano o Anthrax grava seu segundo LP, que seria um grande marco da banda e da cena thrash: Spreading The Disease, que foi origem de grandes hits da banda como "A.I.R", "Madhouse", "Gung-Ho" e "Medusa". A música e o videoclipe de "Madhouse" chegaram a ser praticamente proibidos na Europa por mostrar a banda pulando feito loucos (se divertindo). O LP vendeu mais de 100 mil cópias só nos Estados Unidos, e o mesmo na Europa. Scott Ian formou nessa época um projeto paralelo, o Stormtroopers of Death (ou simplesmente S.O.D., como ficou conhecida), juntamente com o baterista do Anthrax e com o ex-baixista do Anthrax, Danny Lilker.
1986 foi um ano de apresentações e turnês intensas. Em janeiro de 1987 saiu o terceiro álbum, Among the Living (dedicado, entre outros, a Cliff Burton do Metallica), considerado o melhor álbum da banda e um dos maiores clássicos do thrash metal. As primeiras quatro canções desse álbum são considerados hinos da banda, sendo que são executadas em todas as apresentações. Outro hit é "Indians", falando sobre o expurgo e a caçada contra os índios na colonização dos Estados Unidos. A canção "I Am The Law" fala sobre o personagem de quadrinhos Judge Dredd, ou Juiz Dredd.
Ainda nesse ano eles tocaram no Donington's Monsters of Rock e lançaram o EP I'm the Man, que conta com a canção "I'm The Man", uma mistura de rock com rap em tom de deboche, algo inusitado para uma banda de thrash metal na época. O EP contém ao todo seis canções: "I'm The Man" de estúdio com censuras nos palavrões, "I'm The Man" de estúdio sem censuras, "Sabbath Bloody Sabbath" do Black Sabbath, "I'm The Man" ao vivo sem censura e recheado de palavrões e versões de "Caugh In A Mosh" e "I Am The Law" ao vivo.
Em 1988 saiu o primeiro VHS, N.F.V. (Oedivnikufesin) (nome que segue uma brincadeira feita pela banda, que lido ao contrário, revela-se Nisefukinvideo), além do quarto LP, State of Euphoria. Nesse ano também lançam outro EP na Europa, Penikufesin, Com quatro novas canções, uma versão francesa de "Anti-social" e uma regravação de "Now It's Dark" de State of Euphoria.
O quinto LP, Persistence of Time, saiu em 1990, mantendo o mesmo peso dos anteriores, porém meio sem graça segundo a crítica. Durante a gravação desse álbum, o estúdio da banda entrou em chamas contando com hits como "Time", "Got the Time", "Keep It in The Family", "In My World" e "Blood". Em 1991 é lançado Attack of the Killer B's, com apresentações ao vivo, canções nunca lançadas e também "Bring the Noise", outra mistura de rock com rap, gravada com o Public Enemy. Depois disso assinam um contrato com a Elektra Records, e, para a tristeza de muitos fãs, o vocalista Joey Belladonna é despedido por divergências musicais, em março de 1992.

### A chegada de John Bush (1993-2005)
Alguns meses se passaram na busca de um novo vocalista e John Bush é convidado. O novo álbum, Sound of White Noise é lançado um ano após a saída de Joey.[carece de fontes?] O som da banda continua pesado, porém não tão rápido como era costume da banda. Em 1993 e 1994, tocaram em algumas trilhas (Last Action Hero e Airheads).
Em 1994 foi lançado o primeiro álbum ao vivo, The Island Years. Em Março do ano seguinte, Danny Spitz saiu da banda e não houve um substituto. A guitarra é revezada por Dimebag Darrel (do Pantera), Scott e Paul Crook no álbum Stomp 442. Em 1996 a banda realizou turnê pelos Estados Unidos e Europa.

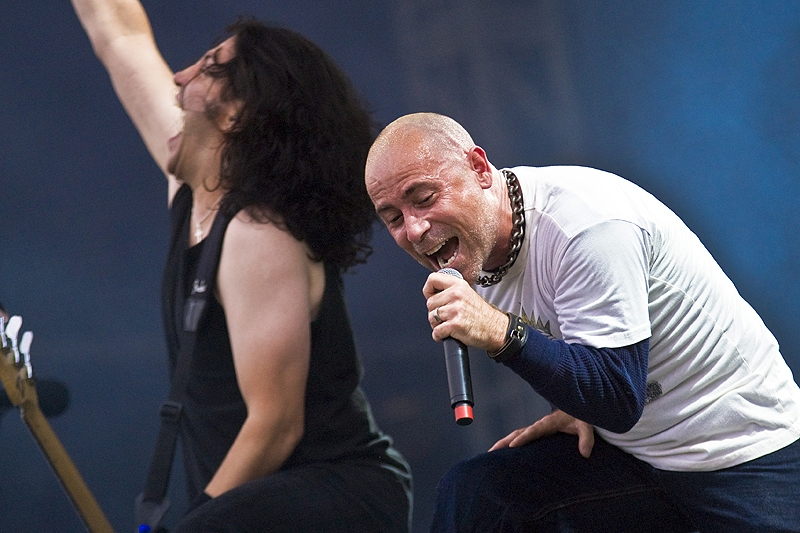
John Bush (à direita), vocalista do grupo entre 1992 a 2004.

Em 1997 surgiram rumores de que a banda iria terminar, o que não aconteceu. O Anthrax criou a Skism Records, um selo próprio para gravar o próximo álbum. Volume 8: The Threat is Real é lançado em fevereiro do ano seguinte. Em março saiu também uma coletânea Moshers (1986 - 1991).
O que ninguém poderia imaginar é que, depois de aproximadamente quinze anos de ter batizado a banda, Scott Ian teria que dar entrevistas sobre o nome escolhido. É que depois dos atentados terroristas a Nova Iorque em 2001, todos os jornais divulgaram uma onda de contaminação pela bactéria Bacillus anthracis causando alguns transtornos para o grupo. Foi quando Scott publicou em seu site oficial que o nome da banda havia mudado para Basket Full of Puppies, mas tudo não passava de uma brincadeira em resposta a uma piada feita por Jay Leno. Nesse ano também lançam a coletânea Madhouse - The Best of Anthrax, com todos os maiores hits da banda.
Em 2003 o Anthrax lançou We've Come for You All, pela Nuclear Blast seguido do álbum ao vivo Music of Mass Destruction lançado um ano depois. Com o reforço de Rob Caggiano nas guitarras, o álbum foi eleito um dos melhores de toda a carreira do grupo, tanto pelo público quanto pela crítica. A faixa "Safe Home" ainda ganhou um videoclipe com a participação especial do ator Keanu Reeves, amigo pessoal e grande admirador da banda. Outros hits da banda são as canções "What Doesn't Die" e "Strap It On".
Em 2004 o baixista Frank Bello anunciou sua saída do elenco da banda para integrar o Helmet. Pouco tempo depois o Antrax colocou nas lojas o DVD ao vivo Music of Mass Destruction, trazendo um registro de uma apresentação gravada em Chicago, nos Estados Unidos. Algum tempo depois o grupo voltou a chamar a atenção com o disco The Greater of Two Evils. O material reuniu no repertório os principais clássicos da carreira do Anthrax lançados entre 1984 e 1990, contando com os vocais de John Bush, enquanto as versões originais traziam Neil Turbin ou Joey Belladonna à frente dos microfones.

### Reuniões com Belladonna e Bush (2005-2009)
A grande novidade na trajetória musical do grupo estava para acontecer no dia 1 de abril de 2005. Depois de um bom tempo longe do elenco da banda, o ex-vocalista Joey Belladonna voltou a assumir os vocais. Com a banda em sua formação clássica chegou às lojas o CD e DVD ao vivo Alive 2, reunindo grandes sucessos da carreira do grupo. Após 18 meses no Anthrax, Scott Ian anunciou o fim da reunião da formação clássica por causas não divulgadas e Joey Belladonna saiu da banda novamente.
Em 2007 foi anunciado que o novo vocalista da banda seria Dan Nelson (Devilsize) e que Rob Caggiano voltaria a ser o guitarrista. No fim de 2008, Scott Ian anunciou que a banda estava em estúdio preparando um novo álbum. Após o álbum ficar pronto, o baterista Charlie Benante anunciou no site do grupo que  Worship Music provavelmente seria lançado em maio de 2009. Em julho o empresário da banda, Izvor Zivkovic, afirmou que Dan Nelson estava fora da banda devido a problemas de saúde. Nelson  negou tudo, dizendo que ele havia sido demitido. Os restantes show do Anthrax em 2009 contaram com a  presença de John Bush nos vocais. Em fevereiro de 2010, após performances no festival Soundwave na Austrália, Bush disse que a banda pretendia regravar várias faixas do futuro álbum com ele como vocalista.
Bush deixou a banda pois, segundo o próprio, não queria ser membro permanente. Joey Belladonna retornou ao Anthrax no início de 2010, para os shows de verão no meio do ano, e se comprometeu a gravar um disco de estúdio com a banda. Em meados de 2010 a banda entrou em turnê como parte do "Big Four" com as bandas Megadeth, Metallica e Slayer. O show da banda em Sofia, Bulgária, resultou na gravação de um DVD em conjunto, intitulado The Big 4 Live From Sofia, Bulgaria.

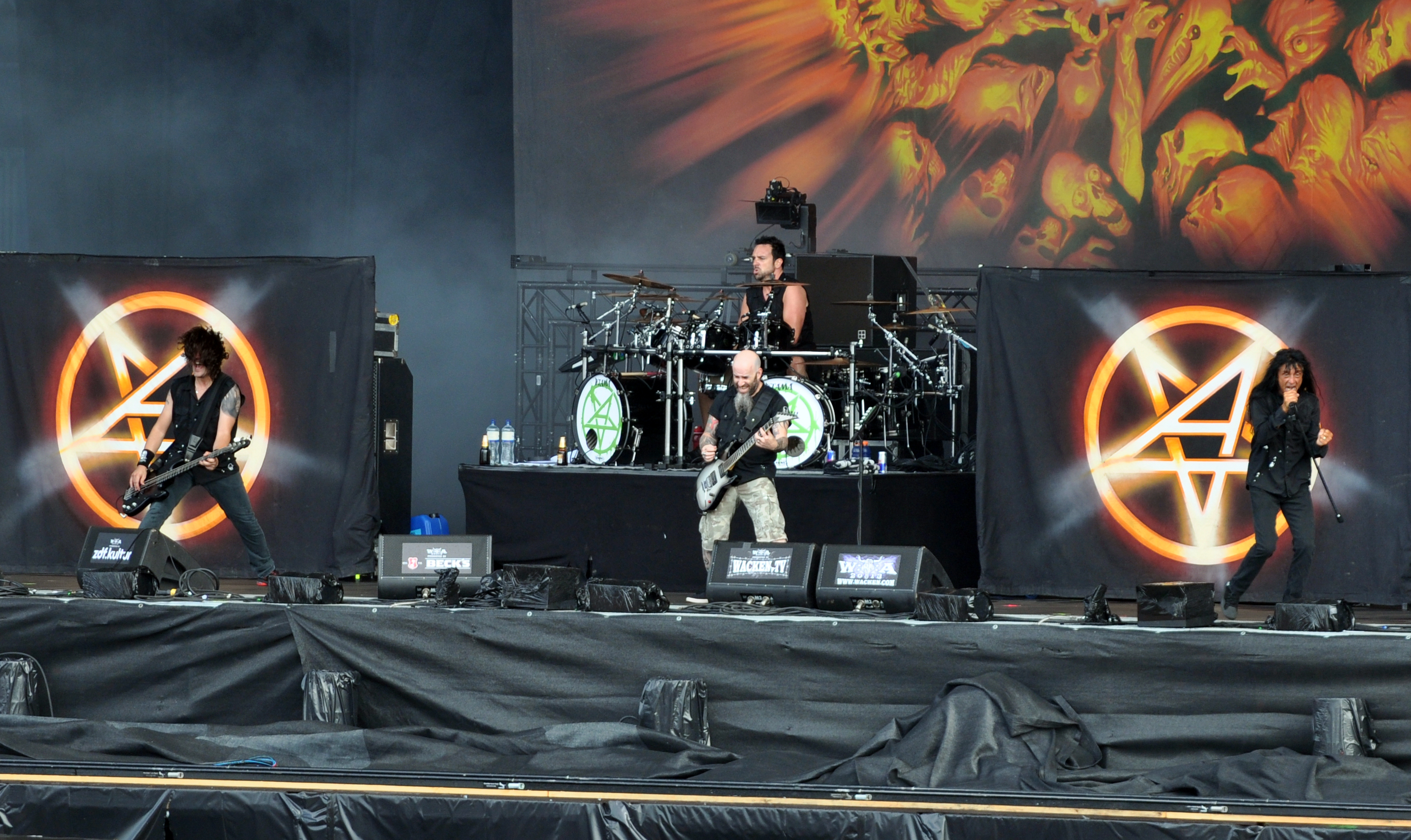
Anthrax no Wacken Open Air 2013

### Worship Musice atividade recente (2009-atualmente)
Em junho de 2011 a banda lançou o single "Fight 'em 'til You Can't" (do futuro álbum) em seu site como download gratuito. Em 13 de setembro foi finalmente lançado o tão aguardado  Worship Music  com os vocais totalmente gravados por Belladonna. O álbum foi um sucesso para os fãs e para a crítica: a revista e Metal-Rules escolheu Worship Music como o melhor disco de heavy metal de 2011; a canção  "I’m Alive" foi nomeada ao Grammy Award na categoria Melhor Performance de Hard Rock/Metal, tornando-se a quarta canção da banda nomeada para o prêmio. Em 2011 e 2012 a banda excursou por diversos países em vários festivais.
Em janeiro de 2013, o Anthrax anunciou a saída de Rob Caggiano. Uma semana depois, Jonathan Donais do Shadows Fall juntou-se a banda para ser guitarrista de turnê, e veio a ser membro permanente em agosto do mesmo ano.
Em outubro de 2015, foi confirmado que o Anthrax iria dar suporte ao Iron Maiden na parte americana da turnê The Book of Souls World Tour. Seu décimo primeiro disco de estúdio, intitulado For All Kings, foi lançado em  26 de fevereiro de 2016 e chegou à posição 9 nas paradas musicais americanas.

## Integrantes
| - Scott Ian - guitarra (1981-presente) - Charlie Benante - bateria (1983-presente) - Frank Bello - baixo (1984-2004, 2005-presente) - Joey Belladonna - vocal (1984-1992, 2005-2007, 2010-presente) - Jonathan Donais - guitarra (2013-presente) | - Dan Lilker – baixo, backing vocals (1981–1984) - Neil Turbin – vocal (1982–1984) - Dan Spitz – guitarra (1983–1995, 2005–2007) - John Bush – vocal (1992–2005, 2009–2010) - Paul Crook - guitarra (1995–2001) - Rob Caggiano - guitarra (2001–2005, 2007–2013) - Dan Nelson - vocal (2007–2009) |

## Discografia
Álbuns de estúdio
- 1984 - Fistful of Metal
- 1985 - Spreading the Disease
- 1987 - Among the Living
- 1988 - State of Euphoria
- 1990 - Persistence of Time
- 1993 - Sound of White Noise
- 1995 - Stomp 442

Logotipo da banda, usado nas capas dos álbuns.

- 1998 - Volume 8: The Threat is Real
- 2003 - We've Come for You All
- 2011 - Worship Music
- 2016 - For All Kings